# Jessy Sharro
Jessy Sharro, född 3 oktober 1990, är en svensk före detta fotbollsspelare. Sharro representerade Dalsjöfors GoIF, Linköpings FC, Hammarby IF, Djurgårdens IF och AIK under sin seniorkarriär. Sharro representerade även Sverige i U19 och U17-sammanhang.

## Klubbkarriär
Sharros moderklubb är Byttorps IF. Inför säsongen 2006 gick Sharro till Dalsjöfors GoIF. Under första säsongen gjorde hon fem mål, under säsongen 2007 blev det fyra mål, och under säsongen 2008 blev det tre mål. I mars 2009 värvades Sharro av Linköpings FC. Sharro blev tillsammans med laget säsongen 2009 svensk mästare samt vinnare av svenska cupen. I säsongsupptakten året därpå så vann Sharro tillsammans med laget Svenska Supercupen. Under tiden i Linköping var hon även utlånad till samarbetsklubben Linköping Kenty DFF. I Linköping Kenty gjorde hon ett mål under säsongen 2009, och sex mål under säsongen 2010.
Den 16 november 2010 lämnade Sharro Linköping för nykomlingen Hammarby IF. I Hammarby så blev det 9 matcher för Sharro i Damallsvenskan 2011 innan hon den 4 juni skadade korsbandet och missade resten av säsongen. Efter att Hammarby blivit degraderade ur Damallsvenskan så bekräftade Sharro i november 2011 att hon istället gick över till Stockholmsrivalen Djurgårdens IF.
Den 30 januari 2013 bekräftade nästa Stockholmklubb, AIK att klubben hade värvat Sharro. Sharro debuterade för AIK den 13 april 2013 i en match mot QBIK och gjorde även då sitt första mål för klubben. Sharro var med och spelade upp AIK till Damallsvenskan och fick efter säsongen 2013 förlängt kontrakt. Hon spelade 19 matcher och gjorde nio mål för AIK under säsongen 2013. Under säsongen 2014 spelade hon åtta matcher för klubben i Damallsvenskan.
Efter säsongen 2015 meddelade Sharro att hon var tvungen att avsluta sin fotbollskarriär efter fyra ingrepp i samma knä.

## Landslagskarriär
Sharro spelade sex matcher för Sveriges U17-landslag under 2006. Under 2009 spelade hon fyra matcher för Sveriges U19-landslag. Sharro spelade även två matcher för Sveriges U23-landslag under 2013.